# Afromevesia ufipasilvae
Afromevesia ufipasilvae är en stekelart som först beskrevs av Heinrich 1968.  Afromevesia ufipasilvae ingår i släktet Afromevesia och familjen brokparasitsteklar. Inga underarter finns listade i Catalogue of Life.